# Frontiera între Republica Moldova și Ucraina
Frontiera terestră între Republica Moldova și Ucraina este o frontieră internațională care delimitează teritoriile Republicii Moldova și Ucrainei.
În prezent, ea are o lungime de 1222 km.

## Caracteristici
Până în anul 1812, provincia istorică Basarabia corespundea numai cu regiunea denumită de Turci: Bugeac, iar cea mai mare parte a teritoriului republicii Moldova era doar partea de răsărit a Principatului Moldova. În 1812, prin Pacea de la București (1812) dintre Rusia și Imperiul Otoman, Rusia a anexat acest teritoriu, formând gubernia de atunci încoace denumită Basarabia și stabilind granița cu Moldova pe râul Prut. În anul 1859, Principatul Moldova s-a unit cu Principatul Muntenia, formând statul România.
În anul 1918, în timpul primului război mondial, Sfatul Țării a proclamat Unirea Basarabiei cu România. Prin Pactul Ribbentrop-Molotov din 1939, Germania și URSS s-au înțeles cu privire la anexarea de către ultima a Basarabiei. La 26 iunie 1940, URSS a adresat un ultimatum României în care cerea cedarea Basarabiei și a nordului Bucovinei către URSS, pe motiv că "slăbiciunea militară a U.R.S.S. a trecut în domeniul trecutului". Marea Britanie fiind atunci singura țară care se mai opunea încă planurilor germane și sovietice, iar Franța fiind învinsă (cele două țări apusene garantaseră frontierele României prin acordul din 13 aprilie 1939) România, confruntată cu amenințarea agresiunii militare și a ocupării sovietice, a fost silită să cedeze teritoriile râvnite de URSS.
Frontiera româno-sovietică a fost fixată în iunie 1940 de către o comisie sovieto-română constituită ca urmare a cedării. Frontiera dintre RSS Moldovenească și RSS Ucraineană, pe atunci administrativă în interiorul URSS, a fost delimitată în august 1940 de o comisie sovietică, în jurul zonelor unde Moldovenii erau atunci peste 75% din populație, fără să se țină cont de principiul viabilității frontierelor definit de geograful Emmanuel de Martonne, și tăind astfel, uneori de repetate rânduri, șosele și căi ferate. Regiunile în care Moldovenii erau sub 75% sau minoritari, au fost atribuite RSS ucrainene.
În 1991, odată cu destrămarea URSS, au fost formate noile state Ucraina și Republica Moldova, care au preluat granițele fostelor republici sovietice, cu excepția Rîpei de la Mîndrești, un teritoriu de 472 hectare al comunei Giurgiulești, transferat în 1992 Ucrainei, anume orașului Reni.
Frontiera moldo-ucraineană are ca extremitate nordică un colț unde converg frontierele româno-ucraineană și moldo-română, la 4 km est de satul Mămăliga din Ucraina, pe râul Prut. De acolo, ea urmează un traseu atât terestru, cât și fluvial, pe malul Nistrului care separă cele două state de două ori. Acest traseu care separă localitățile cu majoritate românofonă în 1940 de cele cu majoritate ucraineană, rusă sau de altă etnie, împarte între Republica Moldova și Ucraina vechea gubernie a Basarabiei (o treime revenind Ucrainei) și vechea Podolie (o zecime pentru Moldova, numită "Transnistria").
Traseul frontierei urmează mai întâi o direcție vest-est de la Prut la Nistru spre orașul Moghilău, apoi nord-vest/sud-est de-a lungul acestui fluviu. Din satul Nimereuca (raionul Soroca) granița se află sub controlul autorităților separatiste ale Transnistriei până în apropiere de satul Purcari (raionul Ștefan Vodă). Granița coboară spre sud-est până în apropiere de limanul Nistrului, apoi urmează un traseu nord-est/sud-vest către un colț pe care îl formează cu frontierele moldo-română și româno-ucraineană, pe Dunăre, la 340 m după confluența Prutului.
În pofida informațiilor care au circulat în mass-media, Schimbul teritorial între Republica Moldova și Ucraina, propus în 1997, definit în 1999 et care a fost trecut în 2001 într-un protocol adițional la Tratatul frontalier Moldo-Ucrainean din 23 octombrie 1992, nu a fost până acum aplicat, deoarece statutul teritoriului denumit ”Rîpa de la Mîndrești”, între Giurgiulești și Reni, este litigios. Prin urmare, frontiera de facto („de fapt”, fixată în 1992) ajunge la Dunăre la 340 m la răsărit de confluența Prutului, în amont de Rîpa de la Mîndrești, în timp de frontiera de iure ("de drept", stabilită în 1940 în cadrul URSS) se situează la 570 m la răsărit de confluența Prutului, în aval de Rîpa de la Mîndrești.

## Puncte de trecere ale frontierei

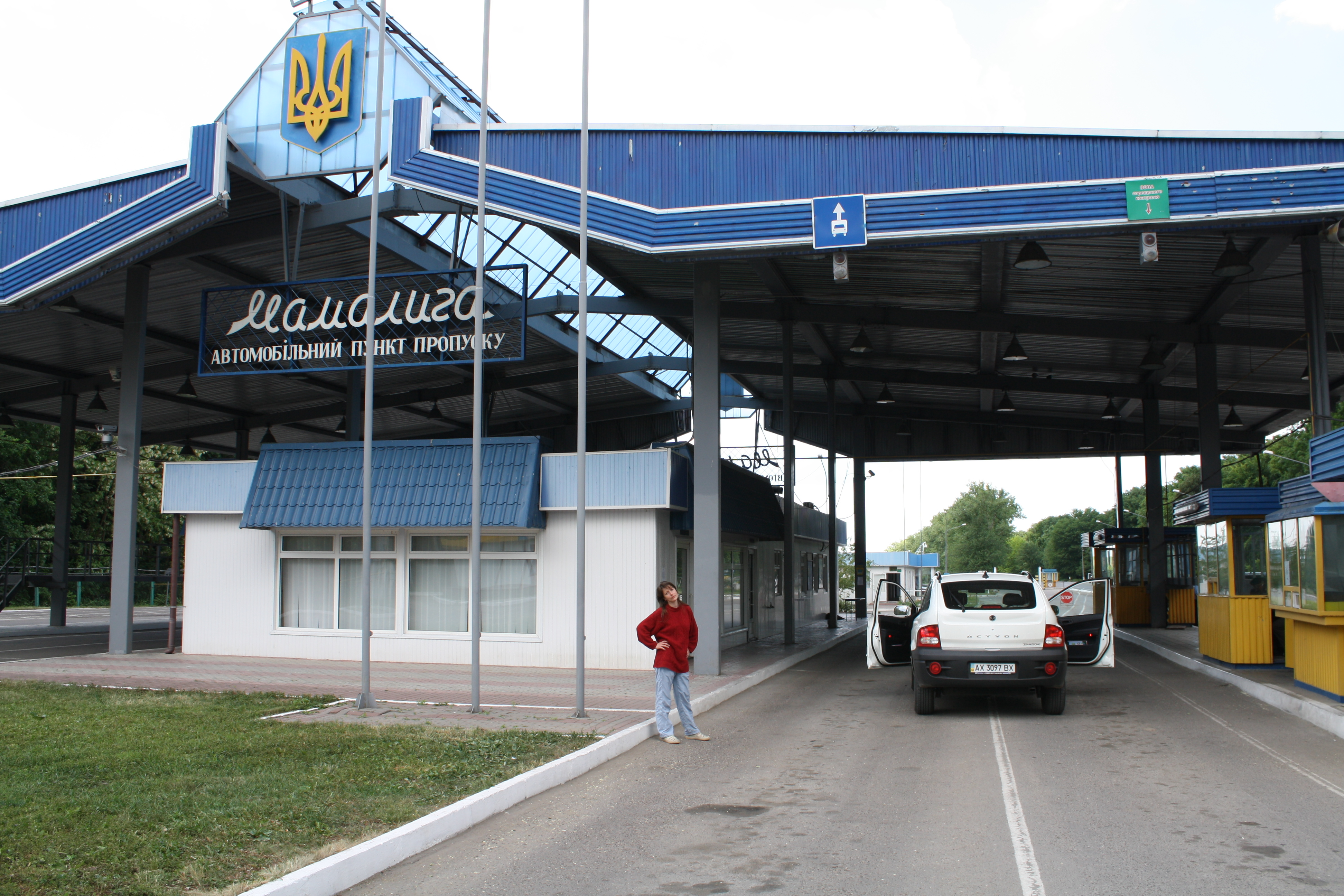
Punctul de trecere „Mămăliga”

Pe acest sectorul moldo-ucrainean de frontieră (cu excepția segmentului central - transnistrean - al frontierei de stat) se află 31 puncte pentru controlul trecerii frontierei, dintre care 19 în regim de trafic internațional (12 rutiere, 6 feroviare și 1 fluvial), 5 în regim de trafic interstatal (4 rutiere și 1 fluvial) și 7 în regim de trafic local (numai pentru cetățenii moldoveni și ucraineni cu domiciliul permanent în județele și regiunile de frontieră) (5 rutiere și 2 fluviale).

### În regim de trafic internațional
- Criva (BR) – Mămăliga (r. Noua Suliță) (CE) — auto
- Larga (BR) – Chelmenți (r. Chelmenți) (CE) — auto
- Briceni (BR) – Rosoșani (r. Chelmenți) (CE) — auto
- Ocnița (OC) – Secureni (r. Secureni) (CE) — auto
- Otaci (OC) – Moghilău (VN) — auto
- Tudora (SV) – Cazaci (Starokazacie) (r. Cetatea Albă) (OD) — auto
- Palanca (SV) – Maiakî (r. Bileaiivka) – Han-Câșla (Udobnoe) (r. Cetatea Albă) (OD) — auto
- Basarabeasca (BS) – Serpneve (r. Tarutino) (OD) — auto
- Ceadîr-Lunga (GE) – Traian (Novîe Troianî) (r. Bolgrad) (OD) — auto
- Mirnoe (TR) – Tabacu (Tabaki) (r. Bolgrad) (OD) — auto
- Vulcănești (GE) – Curciu (Vinogradovka) (r. Bolgrad) (OD) — auto
- Giurgiulești (CH) – Reni (r. Reni) (OD) — auto
- Criva (BR) – Mămăliga (r. Noua Suliță) (CE) — feroviar
- Larga (BR) – Chelmenți (r. Chelmenți) (CE) — feroviar
- Ocnița (OC) – Secureni (r. Secureni) (CE) — feroviar
- Vălcineț (OC) – Moghilău (Moghilev-Podolsk) (VN) — feroviar
- Etulia (GE) – Frecăței (r. Reni) (OD) — feroviar
- Giurgiulești (CH) – Reni (r. Reni (OD) — feroviar
- Cosăuți (SR) – Iampol (r. Iampol) (VN) — fluvial (debarcader)

### În regim de trafic interstatal
- Grimăncăuți (BR) – Vășcăuți (r. Secureni) (CE) — auto
- Săiți (CS) – Manzâr (Lesnoe) (r. Tarutino) (OD) — auto
- Ceadîr-Lunga (GE) – Malu Mare (r. Tarutino) (OD) — auto
- Cișmichioi (GE) – Anadol (Dolinskoe) (r. Reni) (OD) — auto
- Soroca (SR) – Țekinovka (r. Iampol) (VN) — fluvial (debarcader)

### În regim de trafic local
- Cairaclia (TR) – Bulgărica (Zaliznicinoe) (r. Bolgrad) (OD) — auto
- Medveja (BR) – Zelena (r. Chelmenți) (CE) — auto
- Lipcani (BR) – Chișla-Zamjieva (Podvorievka) (r. Chelmenți) (CE) — auto
- Clocușna (OC) – Secureni (r. Secureni) (CE) — auto
- Unguri (OC) – Bronițea (r. Moghilău) (VN) — auto
- Cosăuți (SR) – Iampol (r. Iampol) (VN) — fluvial (vas)
- Soroca (SR) – Țekinovka (r. Iampol) (VD) — fluvial (luntre)